# Martin Jensen (triatleta)
Martin Jensen (2 de octubre de 1983) es un deportista danés que compitió en triatlón.
Ganó tres medallas en el Campeonato Mundial de Triatlón de Larga Distancia entre los años 2008 y 2015, y una medalla en el Campeonato Europeo de Triatlón de Larga Distancia de 2010. Además, obtuvo una medalla en el Campeonato Europeo de Triatlón de Media Distancia de 2013.

## Palmarés internacional
| Campeonato Europeo | Campeonato Europeo | Campeonato Europeo | Campeonato Europeo |
| Año                | Lugar              | Medalla            | Prueba             |
| ------------------ | ------------------ | ------------------ | ------------------ |
| 2013               | Barcelona (España) | Medalla de plata   | Individual         |

| Campeonato Mundial | Campeonato Mundial    | Campeonato Mundial | Campeonato Mundial |
| Año                | Lugar                 | Medalla            | Prueba             |
| ------------------ | --------------------- | ------------------ | ------------------ |
| 2008               | Almere (Países Bajos) | Medalla de bronce  | Individual         |
| 2009               | Perth (Australia)     | Medalla de bronce  | Individual         |
| 2015               | Motala (Suecia)       | Medalla de plata   | Individual         |
| Campeonato Europeo |                       |                    |                    |
| Año                | Lugar                 | Medalla            | Prueba             |
| 2010               | Vitoria (España)      | Medalla de plata   | Individual         |